# Morea (Schiff)
Die Morea war ein 1908 in Dienst gestelltes Passagierschiff der britischen Reederei Peninsular and Oriental Steam Navigation Company (P&O), das im Passagier- und Postverkehr von Großbritannien nach Indien und Australien eingesetzt wurde. Die Morea diente im Ersten Weltkrieg sowohl als Truppentransporter als auch als Hospitalschiff. Die Morea wurde 1930 außer Dienst gestellt und in Japan verschrottet.

## Das Schiff
Das 10.890 BRT große Dampfschiff Morea war das sechste von P&Os Passagier- und Postschiffen der M-Klasse. Zwischen 1903 und 1911 wurden insgesamt zehn mehr oder weniger identische Schiffe dieser Klasse in Dienst gestellt. Die Schwesterschiffe der Morea waren die Moldavia (1903), die Mongolia (1903), die Mamora (1903), die Macedonia (1904), die Mooltan (1905), die Malwa (1909), die Mantua (1909), die Maloja (1912) und die Medina (1912). Von diesen zehn Schiffen wurden sechs im Ersten Weltkrieg durch deutsche Torpedos oder Seeminen versenkt. Als letztes wurde die Mantua 1935 in Shanghai abgewrackt.
Das 164,53 Meter lange und 18,65 Meter breite Schiff hatte zwei Schornsteine, zwei Masten und zwei Propeller. Es wurde von Vierfachexpansions-Dampfmaschinen der Bauwerft angetrieben, die 13.000 PSi leisteten und eine Höchstgeschwindigkeit von 16 Knoten ermöglichte. In den Kesselräumen waren vier Einender- und vier Doppelender-Scotch-Dampfkessel installiert. Die Passagierunterkünfte waren für 407 Passagiere der Ersten und 200 Passagiere der Zweiten Klasse ausgelegt.

## Geschichte

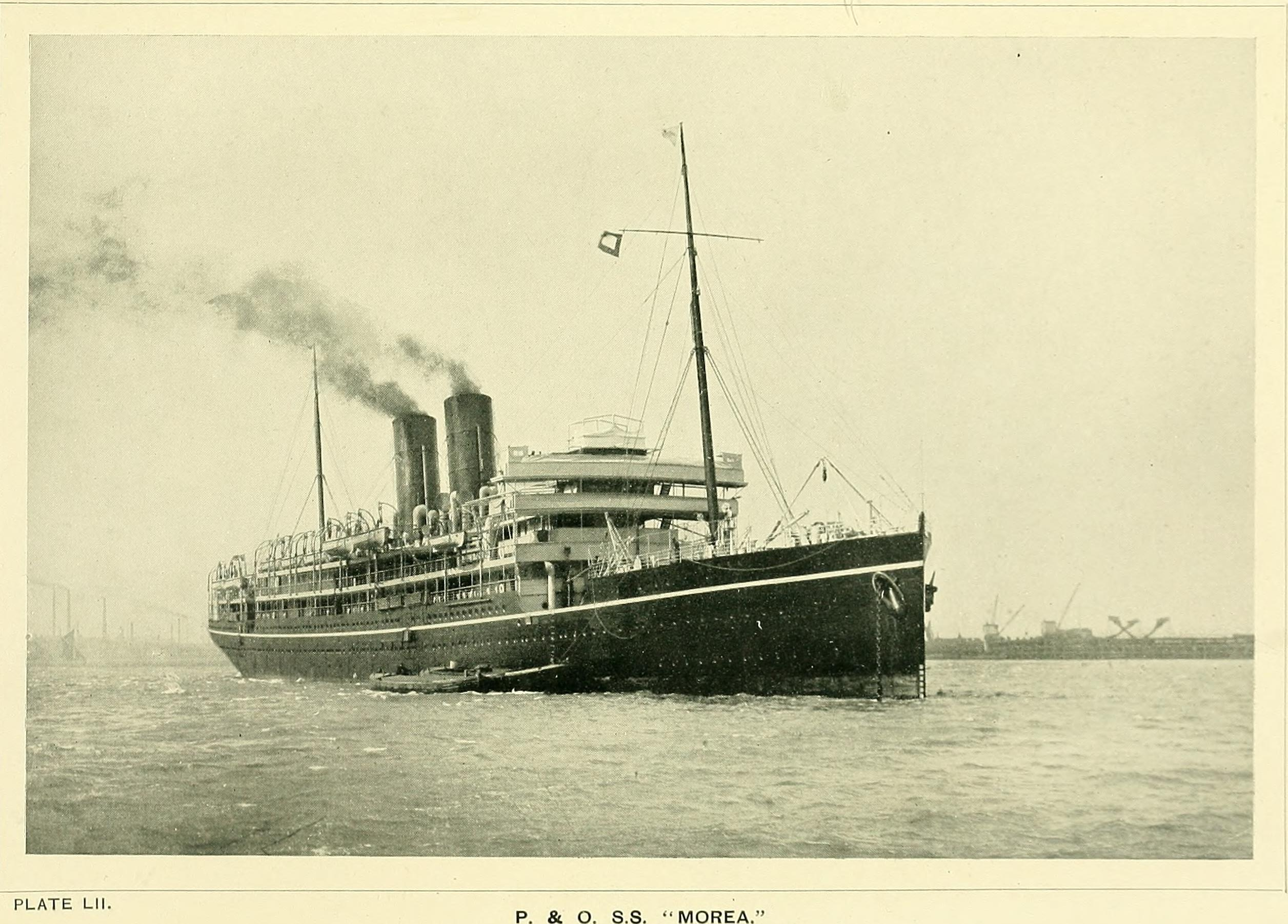
Die Morea im Every Boy's Book of Railways and Steamships (1911).

Die Morea wurde am 5. November 1907 bei Barclay, Curle and Company im Glasgower Stadtteil Whiteinch auf Kiel gelegt und lief am 15. August 1908 vom Stapel. Das Schiff wurde von der Ehefrau von William Russell Ferguson, dem Geschäftsführer der Werft, auf den Namen Morea getauft. Der Name bezieht sich auf eine antike Bezeichnung für die griechische Halbinsel Peloponnes. Am 3. November 1908 absolvierte die Morea ihre Probefahrten und am darauf folgenden Tag wurde sie von P&O abgenommen. Ihr Bau hatte nach damaligem Geldwert insgesamt 309.692 Pfund Sterling gekostet. Am 4. Dezember 1908 legte die Morea in London zu ihrer Jungfernfahrt nach Marseille, Sues, Colombo, Melbourne und Sydney ab.
1909 wurde der Dampfer mit einem Marconi-Apparat für drahtlosen Funk ausgestattet. Im November 1911 bot sie dem Dampfer Perim der Ellerman Lines, der zwischen Plymouth und Ouessant in Seenot geraten war an, ihn ins Schlepptau zu nehmen. Dies übernahm dann aber der Dampfer San Remo. In den Jahren 1911 und 1912 führte die Morea zwei außerplanmäßige Überfahrten nach Auckland (Neuseeland) durch. Am 26. Juli 1914 erreichte die Nachricht vom Ausbruch des Ersten Weltkriegs per drahtlosem Funk das Schiff, das sich gerade bei den Kokosinseln im Indischen Ozean befand.
Am 7. September 1914 weigerten sich während einer weiteren Überfahrt von London nach Sydney die indischen Besatzungsmitglieder, nach dem Auslaufen aus Bombay weiterhin ihren Dienst zu versehen. Weil der deutsche Leichte Kreuzer Emden in dem Gebiet operierte, war die Morea nach Bombay umgeleitet worden. Eine Gruppe von Royal Engineers, britische Pioniere, die in Colombo an Bord kam, musste beim Vertäuen bei den An- und Ablegemanövern behilflich sein und die Decks wurden für den Rest der Reise von Passagieren geschrubbt. Ende 1915 wurde die Morea als Ambulanzschiff und Truppentransporter für die Australian Expeditionary Force eingespannt. Im März 1916 wurde sie wieder P&O überstellt und nahm ihren regulären Passagier- und Postservice wieder auf.
Am 19. Mai 1917 wurde sie dann jedoch als bewaffneter Hilfskreuzer (Armed Merchant Cruiser) angefordert und mit sieben 6-Inch-Kanonen ausgerüstet. Am 5. Juli 1917 wurde sie als Hilfskreuzer in Dienst gestellt und diente fortan als Geleitschiff zwischen der Marinebasis Devonport und Westafrika.
Am 14. Mai 1918 lief die Morea in Rio de Janeiro ein. Dies war das einzige Mal in ihrer gesamten Laufbahn, dass sie einen südamerikanischen Hafen anlief. Ende Juni 1918 lief sie durch das Gebiet, in dem kurz zuvor das Hospitalschiff HMHS Llandovery Castle versenkt worden war, und stieß dabei auf einen ausgedehnten Teppich aus Trümmern und Leichen von Soldaten, Besatzungsmitgliedern und Krankenschwestern.
Nach Kriegsende wurde sie am 18. Oktober 1919 wieder ihrer Reederei übergeben und auf dem Clyde überholt. Da sich die Instandsetzung immer weiter verzögerte, bekam das Schiff den Spitznamen HMS Neversail. Am 17. Oktober 1919 konnte die Morea dann zu ihrer ersten zivilen Fahrt nach Kriegsende auslaufen. Am 17. Juni 1930 wurde das Schiff an Summers & Co. im japanischen Kōbe zum Abbruch verkauft und dort im Oktober 1930 abgewrackt.